# I Survived...
 (octobre 2019).
Si vous disposez d'ouvrages ou d'articles de référence ou si vous connaissez des sites web de qualité traitant du thème abordé ici, merci de compléter l'article en donnant les références utiles à sa vérifiabilité et en les liant à la section « Notes et références ».
I Survived... (J’ai survécu) est une série télévisée — de type documentaire de téléréalité — produite par NHNZ et diffusée en version originale sur Lifetime Movie Network ainsi qu’en français via Crime District. Basée sur des événements réels et créée le 24 mars 2008, l’émission hebdomadaire est initialement proposée  le dimanche soir avant de se voir reportée au vendredi soir à 20 h (heure locale). La séquence est alors suivie par une série consœur — I Survived... Beyond and Back — au cours de laquelle des « expérienceurs » évoquent leurs NDE. 
Via des témoignages exposés par les protagonistes eux-mêmes qui se livrent en live à l’écran sous forme de récits et d’entretiens individuels, la trame du contenu permet de mieux appréhender la manière avec laquelle certains suppliciés de l’indicible et de l’horreur paroxystique ont réussi à s’extirper d’un bourbier incommensurable dont les ramifications chaotiques avaient alors soumis leur destin au fil du rasoir en mettant leur survie dangereusement en péril. La programmation se décline généralement en deux ou trois épisodes distincts faisant respectivement état d’enlèvements, de violences physiques et psychologiques extrêmes — voire potentiellement meurtrières — ou encore d’échouages erratiques au sein d’endroits perdus et censément isolés de tout accès à quelque forme de secours extérieur.

Le site officiel présente le concept comme suit : 

« Comment réagiriez-vous si vous étiez confronté à la mort ? Quel sortilège peut donc bien conférer suffisamment de force et de courage à un être humain pour lui permettre de résister envers et contre tout aux marées de traumatismes impitoyables résultant d’une adversité insupportablement délétère ? La résilience face à l’insoutenable repose-t-elle sur la chance, le hasard ou l’instinct de survie... ?  I Survived... permet aux « réchappés des abysses » d’expliquer — dans un style sobre et dénué de tout artifice — comment et par quel miracle ils sont parvenus à se relever d’événements léthifères, voire combien de tels affects funestes ont viscéralement modifié leurs perceptions de l’existence. I Survived... met en exergue la dramaturgie dépouillée et fondamentalement authentique endurée par des rescapés de l’enfer : une traversée du désert qui imprégnera leur parcours fortuit d’un sceau à jamais indélébile. »

## Épisodes
| Saison | Saison | Episodes | Diffusion | Premier épisode   | Dernier épisode   |
| ------ | ------ | -------- | --------- | ----------------- | ----------------- |
|        | 1      | 11       | 2008      | 24 mars 2008      | 16 juin 2008      |
|        | 2      | 18       | 2008–2009 | 1er décembre 2008 | 30 août 2009      |
|        | 3      | 26       | 2009-2011 | 6 décembre 2009   | 30 janvier 2011   |
|        | 4      | 30       | 2011–2012 | 5 mai 2011        | 30 septembre 2012 |
|        | 5      | 26       | 2012-2013 | 7 octobre 2012    | 21 juillet 2013   |
|        | 6      | 6        | 2014-2015 | 12 décembre 2014  | 26 janvier 2015   |

### Saison 1
Préambule de l’éditeur
- Cette nouvelle série promeut les mérites de personnages d’exception qui ont trouvé la force et le courage de survivre — au-delà de toute espérance — à des événements dévastateurs qui auraient pu les anéantir en plaçant le curseur de leurs existences à des niveaux de danger maximal.

| # | Titre                            | Première diffusion |
| --- | -------------------------------- | ------------------ |
| 1 | Bridget — Daryl — Ryan and John  | 24 mars 2008       |
| 1. Bridget Kelly est violée par un malfrat qui a pénétré par effraction dans sa maison d’Abilene dans le Texas. Il tire ensuite sur elle à bout portant à trois reprises et l’abandonne à son sort en la laissant pour morte. 2. Dary se trouve soudainement engoncé à l’improviste au sein d’un blizzard aussi étrange qu’envahissant : la puissance du phénomène menace de l’enterrer vivant à tout instant. 3. Deux jeunes hommes — Ryan and John — survivent à un crash aérien aux alentours de Wichita dans le Kansas. Rescapés de l’accident dans une zone inaccessible et désertique, ils parviennent néanmoins miraculeusement à obtenir un bref contact téléphonique cellulaire avec un opérateur du 911 qui mettra tout en œuvre afin de leur porter secours tout en déployant des trésors d’ingénierie pour tenter de localiser l’épave de l’appareil. |                                  |                    |
| 2 | Brandi — Joseph — Sam & Suzanne  | 31 mars 2008       |
| 1. À New Philadelphia, dans l'Ohio, Brandi et son amie Liz acceptent de prendre un passager autostop. Celui-ci, rapidement, s’en prend violemment aux deux jeunes femmes. Il poignarde tout d’abord Liz à mort avant de violer sauvagement sa coéquipière Brandi. Après avoir accompli son forfait, il jette son corps meurtri et inanimé dans les rapides du fleuve. 2. Joseph et deux autres naufragés s’échouent sur un îlot rocheux escarpé durant 13 jours. 3. Sam et Suzanne sont kidnappés à Waldron dans l’Arkansas par un auto-stoppeur qui les force à conduire plusieurs centaines de kilomètres sous la menace d’une arme. |                                  |                    |
| 3 | Christine & Heidi — Debbie — Jim | 7 avril 2008       |
| 1. Le voyage de Christine et Heidi sur un ferry grec se transforme en un cauchemar lorsque le bateau commence à couler et que l’équipage quitte le navire, abandonnant les passagers paniqués à leur propre sort. 2. A Millsboro dans le Delaware, Debbie subit un calvaire qui durera cinq jours, livrée, impuissante, aux mains d’un agresseur impitoyablement barbare. Celui-ci tue tout d’abord son mari, puis il bande les yeux de son épouse, la bâillonne, la viole et la contraint à dormir plusieurs nuits à ses côtés pour continuer à subir d’incessantes tortures mâtinées d’assauts sexuels récurrents. 3. Un acte initialement mû par la seule bienveillance altruiste se conclut finalement par une sordide agression dévastatrice perpétrée par un voisin de palier sur un vieillard compatissant. Celui-ci, par empathie, avait pourtant simplement cherché à porter secours et assistance à son futur bourreau, déprimé, en larmes, en l’invitant à venir boire le thé dans son appartement de Rockdale dans l’Illinois afin de le réconforter, lui prêter une oreille attentive et tenter de l’aider autant que faire se peut à se délester de son fardeau émotionnel. |                                  |                    |
| 4 | Lonnie — Rulon — Stanley         | 14 avril 2008      |
| 1. Lonnie s’évertue à faire le mort durant quatre longues heures interminables après que son petit ami l’a d’abord étranglé avant de lui tirer quatre balles dans la tête. 2. À l’occasion d’un trajet en motoneige, Rulon, un lutteur olympique doté d’une force colossale, se retrouve encastré dans un lit d’eau gelé de la Star Valley (en) située dans le Wyoming. Le malheureux se voit conséquemment contraint de prendre une décision radicale. 3. Un procureur fédéral de Brooklyn dans l’État de New York est enlevé par des hommes armés jusqu’aux dents. Le magistrat recours à ses talents de négociateur alliés à une aura hors du commun pour tenter d’amadouer ses ravisseurs et les inciter à relâcher leur captif. |                                  |                    |